# Bibliothèque Marguerite Durand
Bibliothèque Marguerite Durand (česky Knihovna Marguerity Durandové) je veřejná knihovna, která se specializuje na literaturu o feminismu, rovnoprávnosti žen a úloze žen ve společnosti. Sídlí v ulici Rue Nationale č. 79 ve 13. obvodu v moderní budově, kterou sdílí spolu s Médiathèque Jean-Pierre Melville. Knihovna je součástí sítě Knihoven města Paříže.

## Historie
Knihovnu založilo město Paříž v roce 1931 a její základ tvořila darovaná rozsáhlá sbírka literatury a dokumentů, kterou od roku 1897 shromáždila francouzská novinářka a aktivistka Marguerite Durandová (1864-1936). Knihovna nejprve sídlila na radnici 5. obvodu, ovšem posléze již prostory nedostačovaly a proto se v roce 1989 přestěhovala na současné místo ve 13. obvodu.

## Knižní fond
Sbírka obsahuje biografie, rukopisy, fotografie, časopisy a více než 25 000 knih od 17. století, a přes 4000 kusů korespondence napsané významnými ženami. Mezi knihami a dokumenty uloženými v knihovně jsou materiály od spisovatelek, umělkyň, vědkyň, badatelek, političek, novinářek a dalších významných žen, jako byly např. Anne Louise Germaine de Staël, Colette, Marie Bashkirtseff, Caroline Rémy de Guebhard, Alexandra David-Néelová, Maria Deraismes, Clémence Royer nebo Olympe de Gouges.